# Anatoli Michailowitsch Botschwar

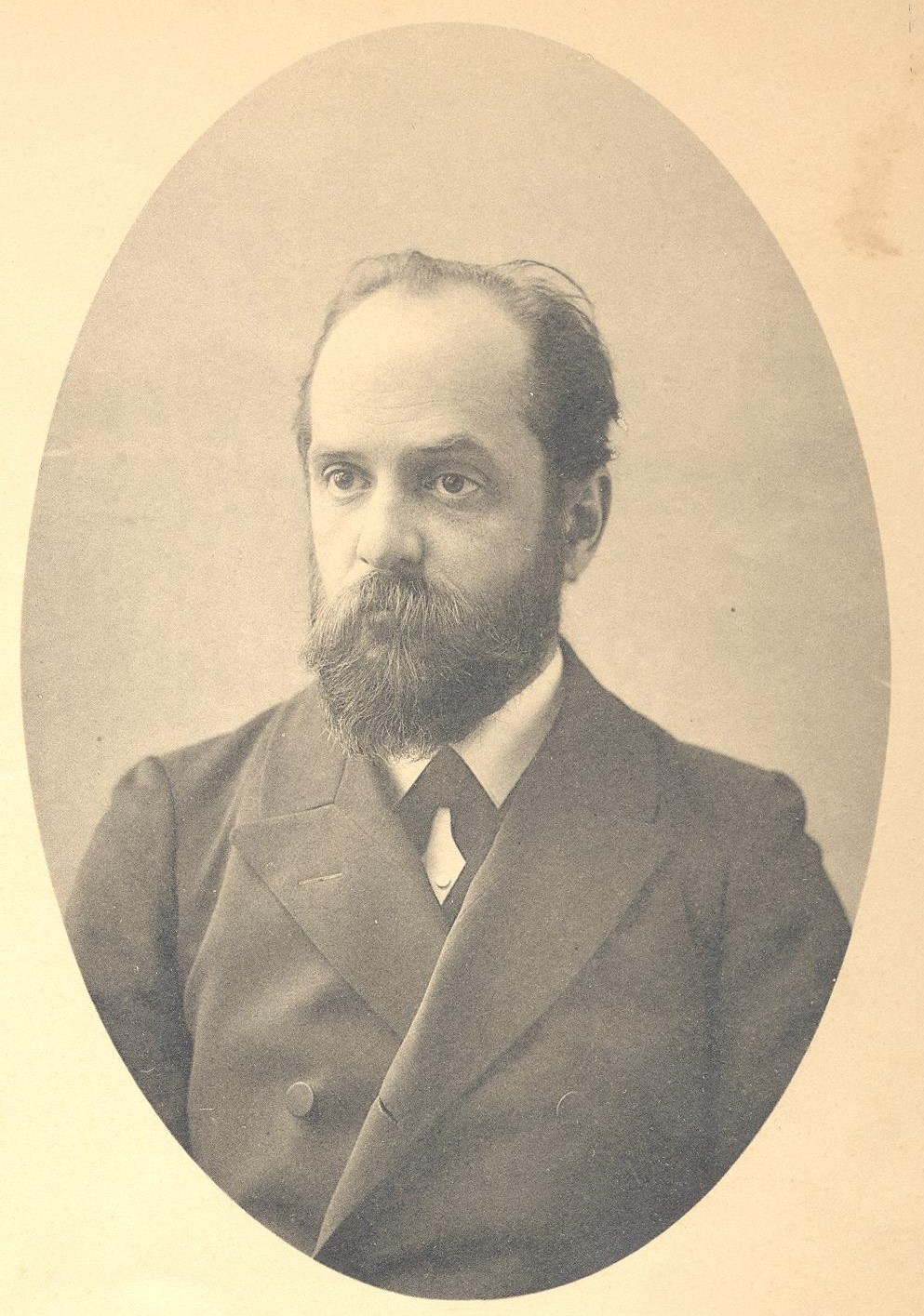
Anatoli Michailowitsch Botschwar (Album des Wirtschaftsinstituts, 1906–1910)

Anatoli Michailowitsch Botschwar (russisch Анатолий Михайлович Бочвар; * 17. Augustjul. / 29. August 1870greg. in Radomyschl im Gouvernement Kiew; † 11. September 1947 in Moskau) war ein russischer Metallkundler und Hochschullehrer.

## Leben
Botschwar war der Sohn eines städtischen Arztes, der bereits 1877 starb. Botschwar besuchte erst als Vierzehnjähriger die Schule. 1891 schloss er die 1. St. Petersburger Realschule ab und studierte nun an der chemischen Fakultät der Moskauer Technischen Hochschule mit Abschluss 1897 als Ingenieur-Technologe mit Auszeichnung. Er blieb an der Hochschule und wurde Laborant am Lehrstuhl für chemische Technologie der anorganischen Materialien. 1998 begann er dort zu lehren, und 1902 wurde er Leiter des metallurgischen Laboratoriums. 1908 organisierte er das erste Metallografie-Laboratorium in Moskau und begann eine Metallografie-Vorlesung. Gleichzeitig hielt er ab 1907 im Moskauer Wirtschaftsinstitut eine Vorlesung über Warenkunde und Technologie der mineralischen Rohstoffe. 1913 wurde er dort Leiter eines Speziallaboratoriums und Dozent am Lehrstuhl für chemische Technologie. Ab 1910 lehrte er auch an der Moskauer Industrie-Hochschule. 1917 wurde er außerordentlicher Professor am Lehrstuhl für Metallurgie und Metallkunde.
Nach der Oktoberrevolution leitete Botschwar auch den Lehrstuhl für Metallografie der Buntmetalle der Moskauer Bergakademie. 1930 wechselte er an das Moskauer Institut für Buntmetalle und Gold, wo er die Vorlesung über die Metallografie der Buntmetalle einführte und das Metallografie-Laboratorium leitete. Neben seiner Lehrtätigkeit führte er wissenschaftliche Untersuchungen im Bereich der Stahl-. und Nichteisenmetallurgie durch. Schwerpunkte waren reibungsarme Weißmetalle, Gusseisen aus dem Kupolofen mit zugesetztem Stahlschrott und wärmebehandelter Grauguss. Er entwickelte neue Leichtmetalllegierungen für die Luftfahrtindustrie. Am bekanntesten waren seine Gleitlagerlegierungsuntersuchungen, aus denen die Babbit-Lagermetalllegierung B-16 mit reduziertem Zinngehalt resultierte.
Botschwar wurde auf dem Moskauer Donskoi-Friedhof begraben. Neben ihm ruht seine Frau Olga Petrowna (1875–1951). Ihr Sohn Andrei Anatoljewitsch Botschwar gehörte zu den Gründern der sowjetischen Atomindustrie.

## Ehrungen
- Leninorden (1945)
- Ehrenzeichen der Sowjetunion
- Verdienter Wissenschaftler der RSFSR